# Jakil
Jakil je priimek v Sloveniji, ki ga je po podatkih Statističnega urada Republike Slovenije na dan 1. januarja 2010 uporabljalo manj kot 5 oseb.
- Andrej Jakil (1858—1926), gospodarstvenik